# 481-й конвойний полк ВВ (СРСР)
481-й конвойний полк (481 КП, в/ч 6689) — з'єднання Внутрішніх військ МВС СРСР, що існувало у 1967—1992 роках. Місце дислокації — м.Вінниця.
Після розпаду СРСР у 1993 році на базі полку було сформовано 8-му окрему конвойну бригаду ВВ МВС України (в/ч 3008).

## Історія
У відповідності з наказом МОГП СРСР № 0178 від 27 квітня 1967 року в період з 5 по 30 травня 1967 року проводилось формування загону управлінням внутрішніх військ внутрішньої і конвойної охорони МОГП Української РСР. Основою формування загону стали 4 і 5 дивізіони 65 окремого загону конвойної охорони МОГП УРСР (в/ч 7480 — м.Львів) і 4 дивізіон 66 окремого загону конвойної охорони МОГП УРСР (в/ч 7429 м.Київ). Він отримав порядковий номер — 276 загін конвойної охорони МОГП СРСР (в/ч 6689) і організаційно введений в склад управління внутрішніх військ внутрішньої і конвойної охорони МОГП СРСР по Українській РСР.
Наказом МВС СРСР № 0055 від 23 листопада 1968 року 276 загін конвойної охорони МООП СРСР перейменований в 481 конвойний полк МВС СРСР.
Війні в Афганістані пройшло 12 військовослужбовців частини. Близько 10 військовослужбовців частини брали участь у вирішенні міжнаціональних конфліктів в Закавказзі. Понад 100 військовослужбовців частини брали участь в ліквідації наслідків аварії на Чорнобильській АЕС. За період свого існування частина неодноразово нагороджувалась за високі показники в службово-бойовій діяльності.
Наказом міністра МВС України № 011 від 19.03.1993 року на базі полку була створена 8-ма окрема бригада внутрішніх військ (в/ч 3008).

## Командування
- полковник Петро Михайлов